# منطقة إبرسبيرغ
منطقة إبرسبيرغ (بالألمانية: Landkreis Ebersberg) هي دائرة ألمانية تابعة لمحافظة باڤاريا العليا في ولاية باڤاريا في جمهورية ألمانيا الاتحادية. تضم منطقة إبرسبيرغ مدينتين وثلاثة أسواق وست عشرة بلدة وثلاث بلدات حرة بمساحة تقدر بحوالي 549 كم².

## معرض الصُور

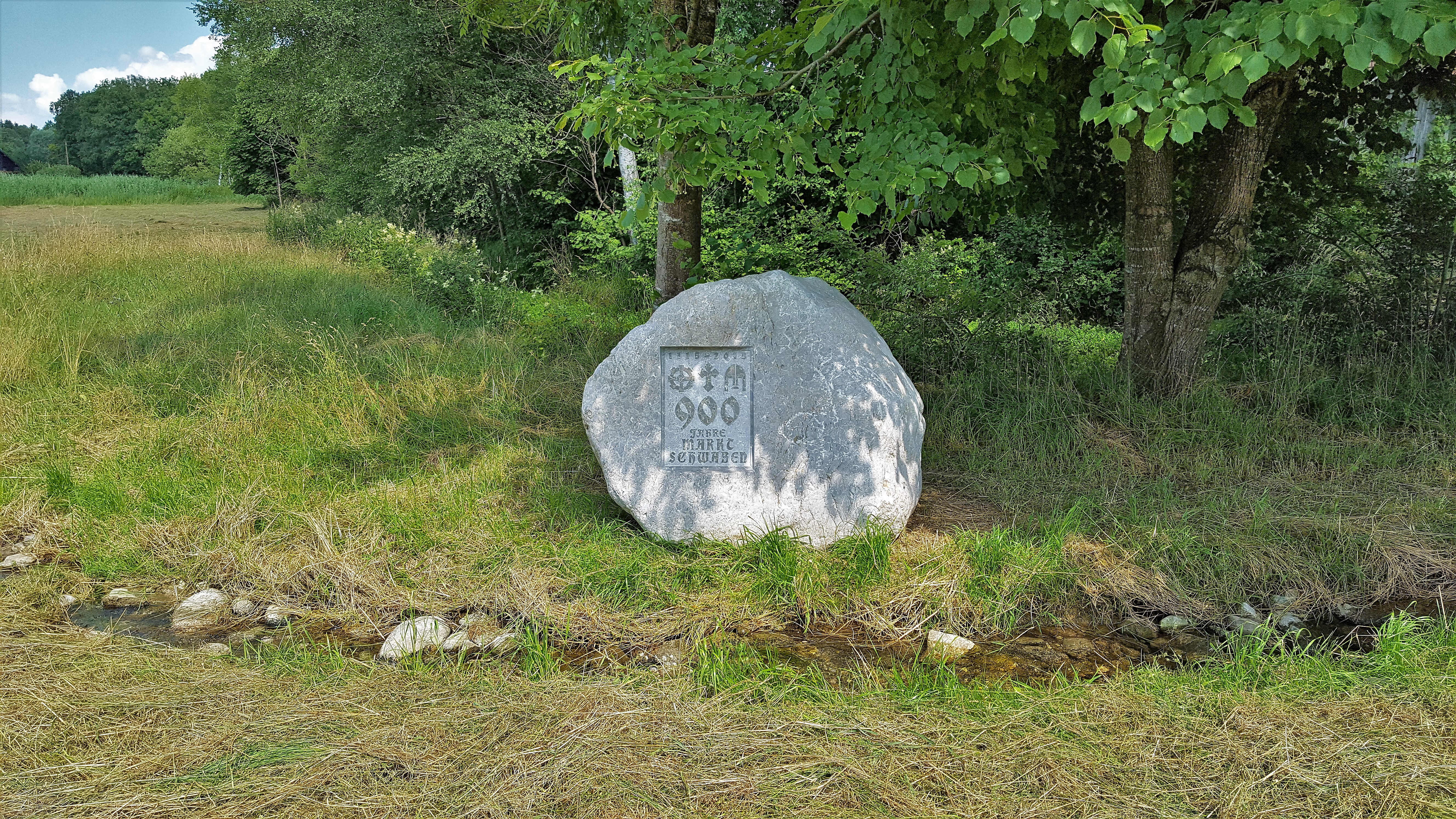
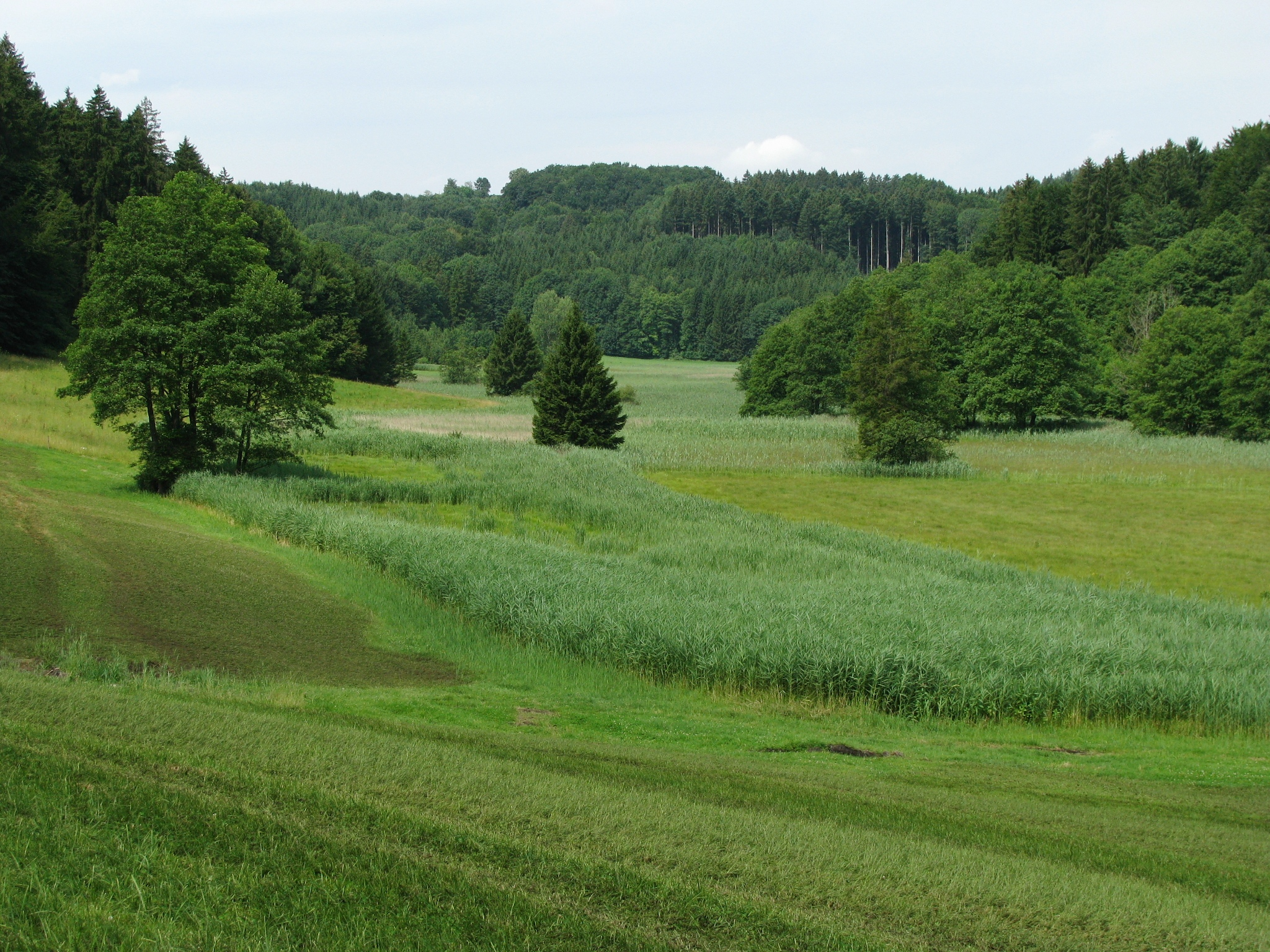
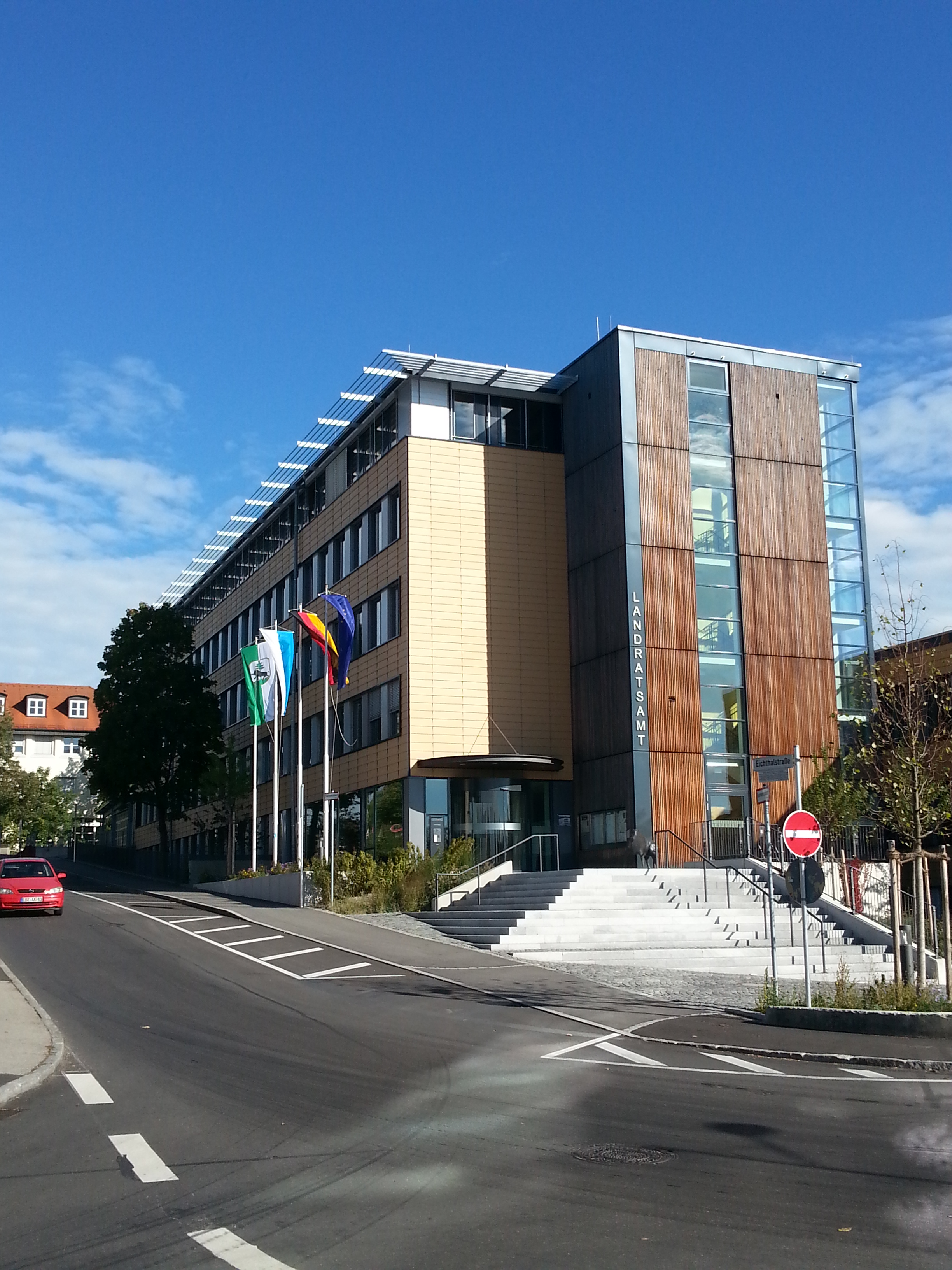
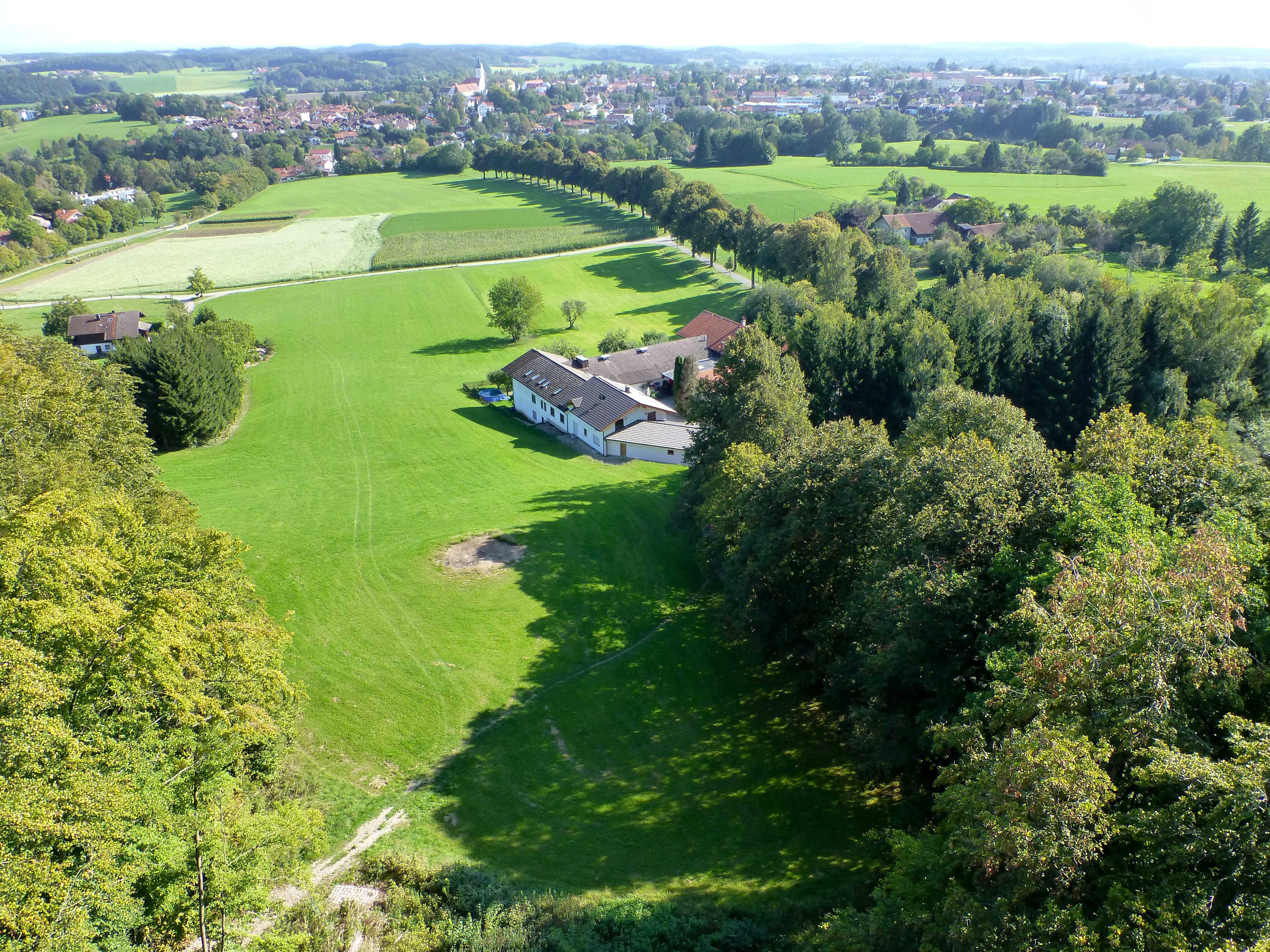

## التّقسيمات الإدارية

### المُدُن
| اِسم المدِينة             | ٱلِٱسم بالأَلمانِيَّة          | عَدد السُكَّان | المِساحَة (كم²) |
| ----------------------- | ------------------------- | ---------- | ------------- |
| مدِينة إِبِرسبِيرغٌ          | Stadt Ebersberg           | 12٬171     | 41            |
| مدِينة غرَافِينغٌ بَآي مُونشنٌ | Stadt Grafing bei München | 13٬603     | 30            |

### الأَسوَاق
| اِسم السُّوق    | ٱلِٱسم بالأَلمانِيَّة | عَدد السُكَّان | المِساحَة (كم²) |
| ------------ | ---------------- | ---------- | ------------- |
| سُوق غلُونٌ     | Markt Glonn      | 5٬214      | 30            |
| سُوق كيِرشِزيُون | Markt Kirchseeon | 10٬544     | 18            |
| سُوق شڤَابِن    | Markt Schwaben   | 13٬512     | 11            |

### البلدَات
| اِسم البلدَة            | ٱلِٱسم بالأَلمانِيَّة          | عَدد السُكَّان | المِساحَة (كم²) |
| --------------------- | ------------------------- | ---------- | ------------- |
| بَلْدَة آنزِينغٌ           | Gemeinde Anzing           | 4٬389      | 16            |
| بَلْدَة آسلِينغٌ           | Gemeinde Aßling           | 4٬532      | 31            |
| بَلْدَة بايِرن            | Gemeinde Baiern           | 1٬449      | 20            |
| بَلْدَة برُوك             | Gemeinde Bruck            | 1٬276      | 2             |
| بَلْدَة إِغِمَاتِينغٌ         | Gemeinde Egmating         | 2٬287      | 19            |
| بَلْدَة إِمِرينغٌ           | Gemeinde Emmering         | 1٬537      | 17            |
| بَلْدَة فُورِستِينِّينغٌ       | Gemeinde Forstinning      | 3٬743      | 12            |
| بَلْدَة فرَآُونٌ نُويِهَارتِينغٌ | Gemeinde Frauenneuharting | 1٬534      | 23            |
| بَلْدَة هُوهنلِيندن        | Gemeinde Hohenlinden      | 3٬179      | 17            |
| بَلْدَة مُوسآخ            | Gemeinde Moosach          | 1٬536      | 18            |
| بَلْدَة أُوبِرفرَامرن       | Gemeinde Oberpframmern    | 2٬419      | 18            |
| بَلْدَة بلِينِينغٌ          | Gemeinde Pliening         | 5٬524      | 22            |
| بَلْدَة بُوينغٌ            | Gemeinde Poing            | 15٬652     | 13            |
| بَلْدَة شتَآينهُورِينغٌ      | Gemeinde Steinhöring      | 4٬096      | 36            |
| بَلْدَة ڤَآترشتِيتِّن        | Gemeinde Vaterstetten     | 23٬229     | 34            |
| بَلْدَة زُورنٌدِينغٌ         | Gemeinde Zorneding        | 9٬374      | 24            |

### البلدَات الحُرَّة
| اِسم البلدَة           | ٱلِٱسم بالأَلمانِيَّة                  | المِساحَة (كم²) |
| -------------------- | --------------------------------- | ------------- |
| بَلْدَة آنزِينغر فُورِست   | Gemeindefreies Anzinger Forst     | 31            |
| بَلْدَة إِبِرسبِيرغر فُورِست | Gemeindefreies Ebersberger Forst  | 18            |
| بَلْدَة إِنغِلتَآلر فُورِست  | Gemeindefreies Eglhartinger Forst | 27            |

## مَراجع
1. 1 2  GeoNames (بالإنجليزية), 2005, QID:Q830106
2. 1 2 3 4  Bayerisches Landesamt für Statistik, ed. (Dezember 1964), Amtliches Ortsverzeichnis für Bayern (بالألمانية), München, QID:Q15717656 {{استشهاد}}: تحقق من التاريخ في: |publication-date= (help)
3. ↑  مكتب ولاية بافاريا للإحصاء والبيانات، المحرر (1952)، Amtliches Ortsverzeichnis für Bayern (1952)، ميونخ، QID:Q15721756{{استشهاد}}:  صيانة الاستشهاد: مكان بدون ناشر (link)
4. ↑  Bayerisches Landesamt für Statistik, ed. (1928), Ortschaften-Verzeichnis für den Freistaat Bayern (بالألمانية), München, QID:Q23942332{{استشهاد}}:  صيانة الاستشهاد: مكان بدون ناشر (link)
5. ↑  Ortschaften-Verzeichnis des Königreichs Bayern mit alphabetischem Ortsregister (بالألمانية), München, 1904, QID:Q27098573{{استشهاد}}:  صيانة الاستشهاد: مكان بدون ناشر (link)
6. ↑  Ortschaften-Verzeichniss des Königreichs Bayern (بالألمانية), München, Januar 1888, QID:Q27102247 {{استشهاد}}: تحقق من التاريخ في: |publication-date= (help)
7. ↑  Vollständiges Ortschaften-Verzeichniss des Königreichs Bayern (بالألمانية), München, 1877, QID:Q27102283{{استشهاد}}:  صيانة الاستشهاد: مكان بدون ناشر (link)
8. ↑  Bayerisches Landesamt für Statistik, ed. (1991), Amtliches Ortsverzeichnis für Bayern (بالألمانية), München: Bayerisches Landesamt für Statistik, p. 6, QID:Q15707237
9. ↑  GeoNames (بالإنجليزية), 2005, QID:Q830106

## وُصلات خارجيّة
- الصّفحة الرّسميّة لِمِنطقَة إِبِرسبِيرغٌ (بالألمانية)